# Ernst Haeckel
Ernst Heinrich Philipp August Haeckel (n. 16 februarie 1834, Potsdam, Regatul Prusiei – d. 9 august 1919, Jena, Republica de la Weimar) a fost un eminent biolog și filozof german, profesor universitar la Jena, rămas în istoria științei pentru faimoasa „lege a lui Haeckel” (legea fundamentală a biogenezei). A studiat medicina și s-a dedicat studiului anatomiei comparate. Numele său este legat și de câteva scandaluri, provocate de descrierea unor specii inexistente.El a descoperit, a descris și a numit mii de specii noi, a cartografiat un arbore genealogic care leagă toate formele de viață și a inventat mulți termeni în biologie, inclusiv ecologie, filogenie și Protista.